# Capes WebTV

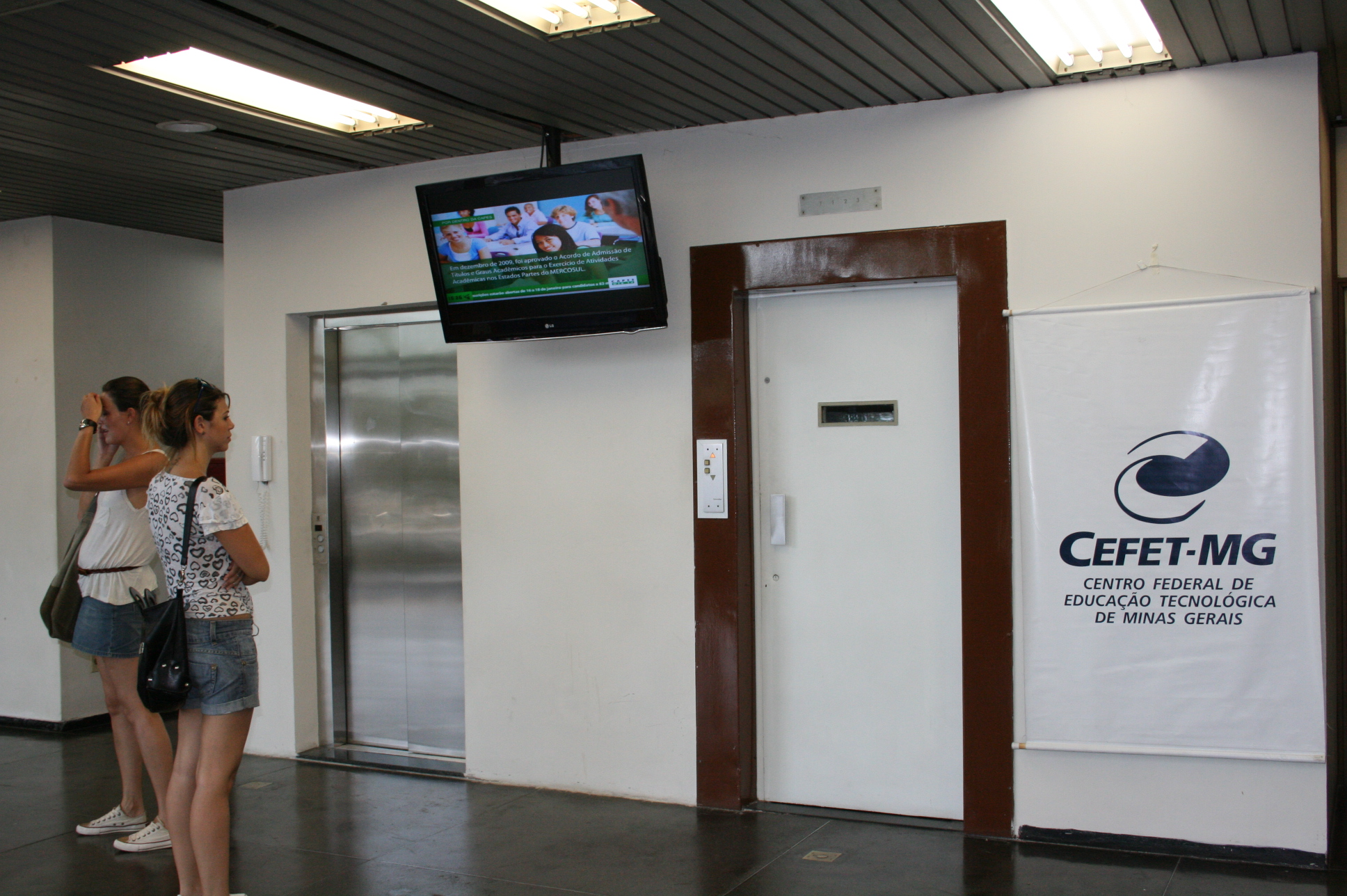
Televisão da CAPES afixada no prédio administrativo do campus I do Cefet-MG, em Belo Horizonte, Brasil.

Capes WebTV é o canal oficial de televisão universitária da CAPES, e é transmitida não na televisão doméstica, mas em aparelhos afixados nas Universidades brasileiras e pela internet.
A UFAL foi a primeira Universidade a transmitir o canal televisivo da CAPES, em 2010.